# Brockhaus
Bibliographisches Institut & F.A. Brockhaus AG – grupa wydawnicza, która w niemieckim obszarze językowym jest powszechnie znana szczególnie z wydawnictw słowników i encyklopedii oraz leksykonów.

## Kronika

### Brockhaus 1805–1984

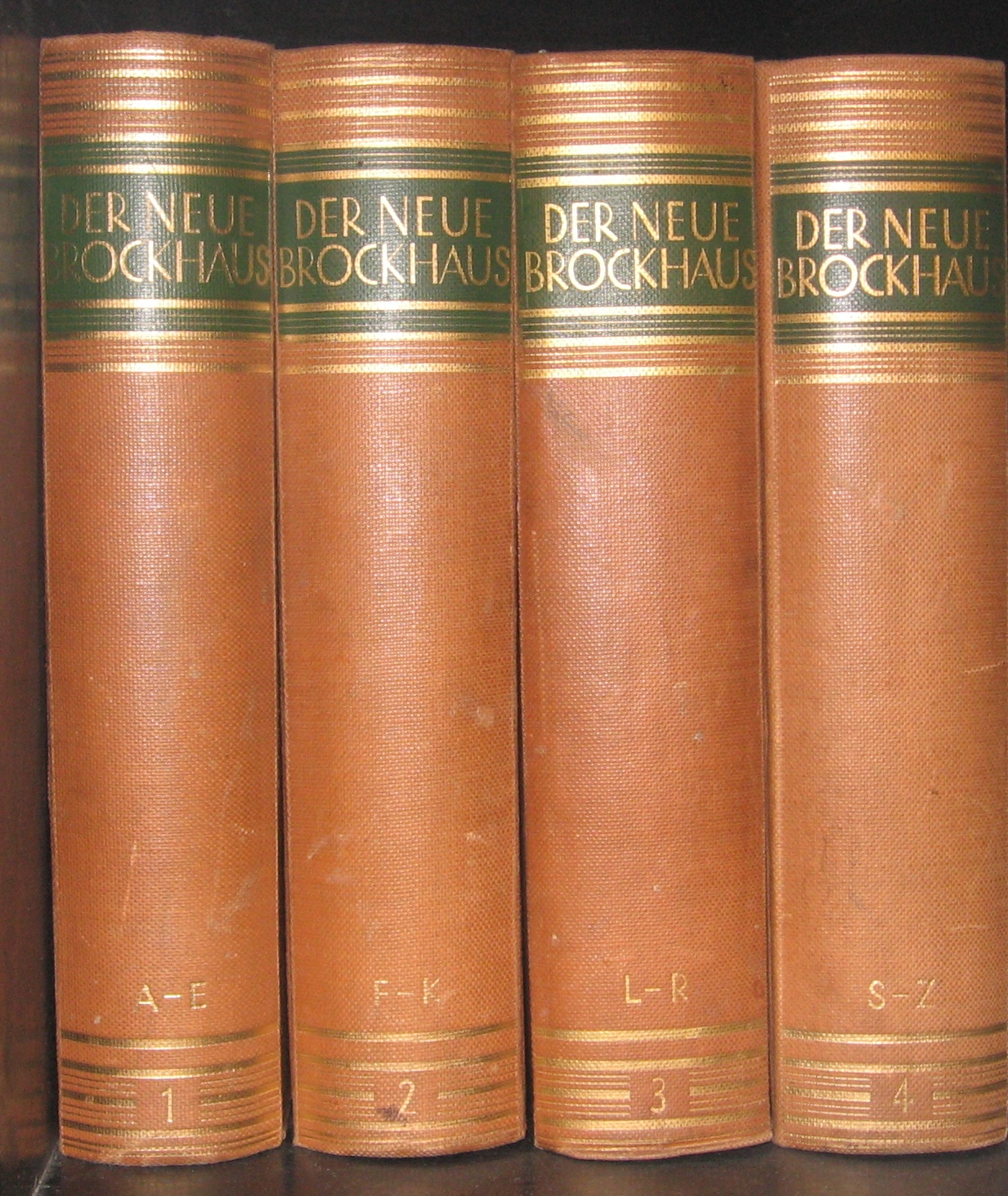
Czterotomowa encyklopedia „Nowy Brockhaus”,
Der Neue Brockhaus, wydana w latach 1936–1938

Friedrich Arnold Brockhaus (1772–1823) rozpoczął swą działalność jako wydawca w roku 1805 w Amsterdamie.

1808 nabył na Targach Książki w Lipsku niepełne wydanie leksykonu »Conversationslexikon mit vorzüglicher Rücksicht auf die gegenwärtigen Zeiten«, którego autorami byli Renatus Gotthelf Löbel i Christian Wilhelm Franke, następnie wydał do tego dwa tomy uzupełniające. Drugi nakład w 10 tomach, wydany w latach 1812–1820, okazał się sukcesem i stał się podstawą dla obecnie wydawanego 20. wydania Encyklopedii Brockhausa Brockhaus Enzyklopädie.

1811 Brockhaus przeniósł swe wydawnictwo do miejscowości Altenburg w Turyngii, Niemcy.
1817–1818 przeniesiono wydawnictwo do Lipska, gdzie Brockhaus także prowadził własną drukarnię. W Lipsku, określanym jako miasto książki, ukazały się dalsze nakłady leksykonu, następnie dzieła z dziedziny historii, literatury (F. Rückert: die Memoiren Casanovas i inne), filozofii (A. Schopenhauer), dziennik »Leipziger Allgemeine Zeitung«, J.P. Eckermanna »Gespräche mit Goethe«. Program wydawniczy został następnie rozszerzony o pozycje popularnonaukowe i podróżnicze (F. Nansen, S. Hedin). Jednak głównym polem działalności były zawsze leksykony i encyklopedie. W latach 1860–94 ukazywała się „Biblioteka Pisarzy Polskich”, wydrukowano m.in. pierwszy zbiór pism C. K. Norwida.
Po 1945 główna siedziba wydawnictwa w Lipsku została wywłaszczona, a wydawnictwo F. A. Brockhaus-Verlag kontynuowało działalność w Wiesbaden pod firmą F.A. Brockhaus.

### Instytut Bibliograficzny 1826–1984
Joseph Meyer (1796–1856) założył w roku 1826 Bibliographisches Institut w Gocie jako księgarnię wydawniczą, przeniesioną następnie do Hildburghausen i ostatecznie ulokowaną 1874 w Lipsku.
Wartościowe wydawnictwa literatury klasycznej oraz nowe metody reklamy i sprzedaży umożliwiły Meyerowi rozszerzenie kręgu kupujących i czytelników. Obok 52-tomowego leksykonu „Großer Conversations-Lexicon für die gebildeten Stände« (1840–1855) ukazały się dalsze wydania seryjne, jak „Meyers Universum”, „Meyers Reiseführer”, „Meyers Atlanten” oraz „Brehms Tierleben”.
Wydany tamże w roku 1880 przez Konrada Duden słownik ortograficzny Orthographisches Wörterbuch stał się podstawą dla jednolitej ortografii języka niemieckiego.
W 1915 Instytut Bibliograficzny został przekształcony w spółkę akcyjną i po wywłaszczeniu w roku 1946 był prowadzony w NRD jako przedsiębiorstwo państwowe. W roku 1953 udało się akcjonariuszom przenieść siedzibę przedsiębiorstwa do Mannheim w RFN.

### Kronika od 1984
W 1984 nastąpiła fuzja obydwóch niemieckich wydawnictw encyklopedycznych: F.A. Brockhaus i Bibliographisches Institut AG.

Od roku 1985 Mannheim jest siedzibą wydawnictwa »Bibliographisches Institut & F.A. Brockhaus AG«.

W 1988 wydawnictwo Langenscheidt KG przejęło większość akcji Brockhausa.
Po zjednoczeniu NRD z RFN obydwa wydawnictwa podjęły ponownie swą działalność w Lipsku. Program wydawniczy dzieli się na cztery zakresy, które są oznakowane własnymi nazwami wydawnictw:
- F.A. Brockhaus,
- Dudenverlag (Wydawnictwo Duden),
- Meyers Lexikonverlag (Wydawnictwo Leksykonów Meyers)
- B.I.-Taschenbuchverlag (Wydawnictwo Poradników B.I.).

### Leksykon pierwotny
Zakupiony i kontynuowany przez Brockhausa leksykon podręczny autorów Renatus Gotthelf Löbel i Christian Wilhelm Franke:

Tytuł oryginału:

Conversations-Lexicon oder kurzgefaßtes Handwörterbuch für die in der gesellschaftlichen Unterhaltung aus den Wissenschaften und Künsten vorkommenden Gegenstände mit beständiger Rücksicht auf die Ereignisse der älteren und neueren Zeit.

Tomów sześć i dwa tomy uzupełniające różnych wydawnictw:
- Lipsk: F.A. Leupold 1796–1800
- Lipsk: J.C. Werther 1806
- a następnie już F.A. Brockhaus: Amsterdam 1810 i Lipsk 1811.

## Program wydawniczy
- Der Taschen Brockhaus. Unsere Welt. około 10 000 definicji, 1999, F.A. Brockhaus, ISBN 3-7653-0151-5
- Der Brockhaus in einem Band, 2000, F.A. Brockhaus, ISBN 3-7653-1679-2
- Der Brockhaus in vier Bänden. Großdruck, 1995, F.A. Brockhaus, ISBN 3-7653-2001-3
- Der Literatur Brockhaus in 8 Bänden, 1995, F.A. Brockhaus, ISBN 3-411-11800-8
- Der Brockhaus in fünfzehn Bänden, 1997, F.A. Brockhaus, ISBN 3-7653-2801-4
- Jugend Brockhaus, Nachschlagewerk, 1996, F.A. Brockhaus, ISBN 3-7653-2303-9
- Renate Seelig, Mein erster Brockhaus. Ein buntes Bilder-ABC, Książka dla dzieci, 1998, F.A. Brockhaus, ISBN 3-7653-1545-1
- Brockhaus. Enzyklopädie. 24 Bände. (20. Auflage) – Studienausgabe, broszura, 2001, ISBN 3-7653-2410-8
- Der Brockhaus in Text und Bild 2004, program komputerowy dla systemów operacyjnych Windows, MAC OS und Linux, ISBN 3-411-71928-1

### Seria »Encyklopedie Brockhausa«
- Brockhaus. Die Enzyklopädie 24 tomów, 1996 – 1999, ISBN 3-7653-3100-7
- Brockhaus. Die Enzyklopädie. Uzupełnienia«:
  - tom 25.: Das Bildwörterbuch Deutsch-Englisch-Französisch, ISBN 3-7653-3125-2
  - tom 26.: Wörterbuch Deutsch-Englisch / Englisch-Deutsch, ISBN 3-7653-3126-0
  - tom 27.: Zitate und Redewendungen, ISBN 3-7653-3127-9
  - tomy 28 – 30: Deutsches Wörterbuch Słownik języka niemieckiego w trzech tomach.
    - tom 28.: A – GRUM ISBN 3-7653-3128-7
    - tom 29.: GRÜN – RICH ISBN 3-7653-3129-5
    - tom 30.: RICK – Z ISBN 3-7653-3130-9